# Veľký Cetín
Veľký Cetín (do roku 1927 Veľký Citýň; maďarsky Nagycétény, německy Großzitin) je obec na západním Slovensku, která spadá do okresu Nitra, části Nitranského kraje. Obec se nachází na západním okraji Žitavské pahorkatiny, na dolním toku Nitry. Při sčítání lidu v roce 2011 v obci žilo celkem 1 604 obyvatel, z toho 1115 (69 %) maďarské, 376 (23 %) slovenské a 113 (7 %) jiné národnosti.

## Historie
Archeologickým průzkumem bylo na území obce objeveno sídliště laténské kultury, pohřebiště Kvádů a slovanské sídliště. Samotné místo je poprvé písemně zmíněno v roce 1239 jako Cheten a podle listin patřilo benediktinskému klášteru v Nitře, po 16. století arcibiskupství v Ostřihomi, které vesnici pronajímalo různým šlechticům.
Veľký Cetín byl čtyřikrát vypálen Turky, v letech 1530, 1554 a dvakrát v 17. století. V roce 1715 měla obec vinice a 56 domácností, v roce 1787 zde bylo 157 domů a 847 obyvatel a nakonec v roce 1828 137 domů a 961 obyvatel. Většina obyvatel byla zaměstnána v zemědělství a vinařství.
V letech 1938 až 1945 se na základě první vídeňské arbitráže obec stala součástí Maďarska.

## Pamětihodnosti
- Římskokatolický kostel, který byl postaven v roce 1307 v gotickém slohu, přestavěn byl v roce 1692, rozšířen byl v roce 1776
- Pozdně barokní kaple z roku 1766